# Ville di Catania scomparse
Le Ville di Catania scomparse sono un insieme di ville storiche della città etnea che, per varie ragioni, non sono giunte ai nostri giorni.

## Villa D'Ayala
La Villa D'Ayala era la residenza della contessa D'Ayala e si trovava all'angolo fra viale della Libertà e corso Italia. L'edificio era stato costruito nel 1907 in un linguaggio eclettico (eclettismo-liberty catanese) in stile classico-barocco dall'architetto Paolo Lanzerotti.
La villa fu poi ribattezzata Villa Excelsior e venne demolita nel 1958 per fare spazio ad uno dei tanti palazzi che oggi caratterizzano l'area urbana di corso Italia.

## Villa Farnè
Villa Farnè  era la residenza della ricca borghese Lina Farnè. Si trovava nel quartiere Barriera del Bosco. L'edificio era stato costruito nel 1907, con linguaggio eclettico (eclettismo-liberty catanese) in stile classico-barocco, dall'architetto Paolo Lanzerotti.
Il basamento dell’edificio era realizzato in pietra lavica mentre i prospetti era rivestiti di pietra calcarea proveniente dalle cave di Melilli. Vicino all'edificio residenziale si trovavano, riuniti in un unico fabbricato, la scuderia, il garage e l'alloggio del custode.

## Villa Fichera
La Villa Fichera si trovava in via Ardizzone Gioeni, 1, nei pressi del quartiere Borgo. L'edificio era stato costruito nel 1929 in un linguaggio eclettico (eclettismo-liberty catanese) in stile classico-barocco. Fu demolita nel 1984 o 1985.

## Villa Finocchiaro
La  villa Finocchiaro si trovava in via Passo di Aci, nel quartiere Monserrato. La villa era stata costruita nel 1900 in un linguaggio eclettico (eclettismo-liberty catanese) in stile barocco e liberty dall'architetto Francesco Fichera.

## Villa Morosoli
La villa Morosoli era la residenza del cittadino svizzero Francesco Morosoli. Si trovava in via degli Archi, oggi via Salvatore Tomaselli, all'altezza del civico 41. L'edificio era stato costruito nel 1892-95 in un linguaggio eclettico (eclettismo-liberty catanese) in stile svizzero dall'architetto Carlo Sada. Fu demolita negli anni '50.

## Villino Priolo
Il villino Priolo era la residenza di Priolo e si trovava in via Androne. L'edificio era stato costruito in un linguaggio eclettico (eclettismo-liberty catanese) in stile classico-barocco dall'architetto Paolo Lanzerotti.

## Villa Scannapieco
La villa Scannapieco era la residenza dell'industriale Vincenzo Scannapieco (Vietri sul Mare, 30 dicembre 1849 – Catania, 1931) e si trovava in via Duca degli Abruzzi, 65-69, nel quartiere Picanello. L'edificio era stato costruito nel 1907 in un linguaggio eclettico (eclettismo-liberty catanese) in stile classico-barocco dall'architetto Francesco Fichera.

## Villa Schininà di Sant'Elia
La villa Schininà di Sant'Elia era la residenza di Giuseppe Schininà di Sant'Elia e si trovava in via San Vito, 13, all'angolo di via Orto del Re, presso via del Plebiscito. L'edificio era stato costruito nel 1900 in un linguaggio eclettico (eclettismo-liberty catanese) in stile classico-barocco dall'architetto Bernardo Gentile Cusa. Fu demolita negli anni 1960.